# Chrysolina gypsophilae
Chrysolina gypsophilae é uma espécie de artrópode pertencente à família Chrysomelidae.